# Dan Gosling
Daniel „Dan“ Gosling (* 2. Februar 1990 in Brixham) ist ein englischer Fußballspieler.

## Sportlicher Werdegang

### Vereinskarriere
Er wird als Mittelfeldspieler eingesetzt. Sein Debüt als Profi für Plymouth Argyle hatte er bereits im Alter von 16 Jahren und 310 Tagen, er wurde im Spiel gegen Hull City eingewechselt. Er wurde regelmäßig im Reserveteam eingesetzt. Im März 2007 absolvierte er ein Probetraining beim FC Chelsea. Am 3. Januar 2008 wechselte er zum Premier-League-Verein FC Everton.
Am 4. Februar 2009 schoss er in der 118. Minute des FA-Cup-Wiederholungsspiels der vierten Runde gegen Stadtrivale FC Liverpool den entscheidenden Treffer zum 1:0.
Am 22. Juli 2010 wechselte Gosling ablösefrei zum Premier-League-Aufsteiger Newcastle United und unterschrieb einen Vertrag über vier Jahre. Er erhielt dort die Rückennummer 15.
Im Sommer 2014 verpflichtete der Zweitligist AFC Bournemouth den ablösefreien Mittelfeldspieler. Mit seinem neuen Verein gelang ihm in der Saison 2014/15 der Aufstieg in die Premier League. Dort behauptete er sich mit seinem Verein in den kommenden Jahren, ehe der AFC Bournemouth in der Premier League 2019/20 nach fünf Jahren Erstklassigkeit wieder in die zweite Liga abstieg.
Am 31. Januar 2021 wechselte Gosling nach sechseinhalb Jahren in Bournemouth zum ebenfalls in der zweiten Liga spielenden Verein FC Watford.
Nachdem sein Vertrag bei Watford ausgelaufen war, wechselte er Anfang November 2023 zu Notts County in die EFL League Two.

### Nationalmannschaft
Gosling spielte für England bei der U-17-Fußball-Europameisterschaft 2007 in Belgien und der U-17-Fußball-Weltmeisterschaft 2007 in Südkorea sowie für die U-19 bei der Fußball-Europameisterschaft 2008 in Tschechien und der Fußball-Europameisterschaft 2009 in der Ukraine. Am 14. November 2009 debütierte er in der U-21-Auswahl, als er in der Nachspielzeit der Partie gegen Portugal für Fabian Delph eingewechselt wurde.